# Chassenard
Chassenard is een gemeente in het Franse departement Allier (regio Auvergne-Rhône-Alpes). De plaats maakt deel uit van het arrondissement Vichy. Chassenard telde op  1 januari 2022 1.030 inwoners.

## Geografie
De oppervlakte van Chassenard bedroeg op 1 januari 2022 25,12 vierkante kilometer; de bevolkingsdichtheid was toen 41 inwoners per km².
De onderstaande kaart toont de ligging van Chassenard met de belangrijkste infrastructuur en aangrenzende gemeenten.

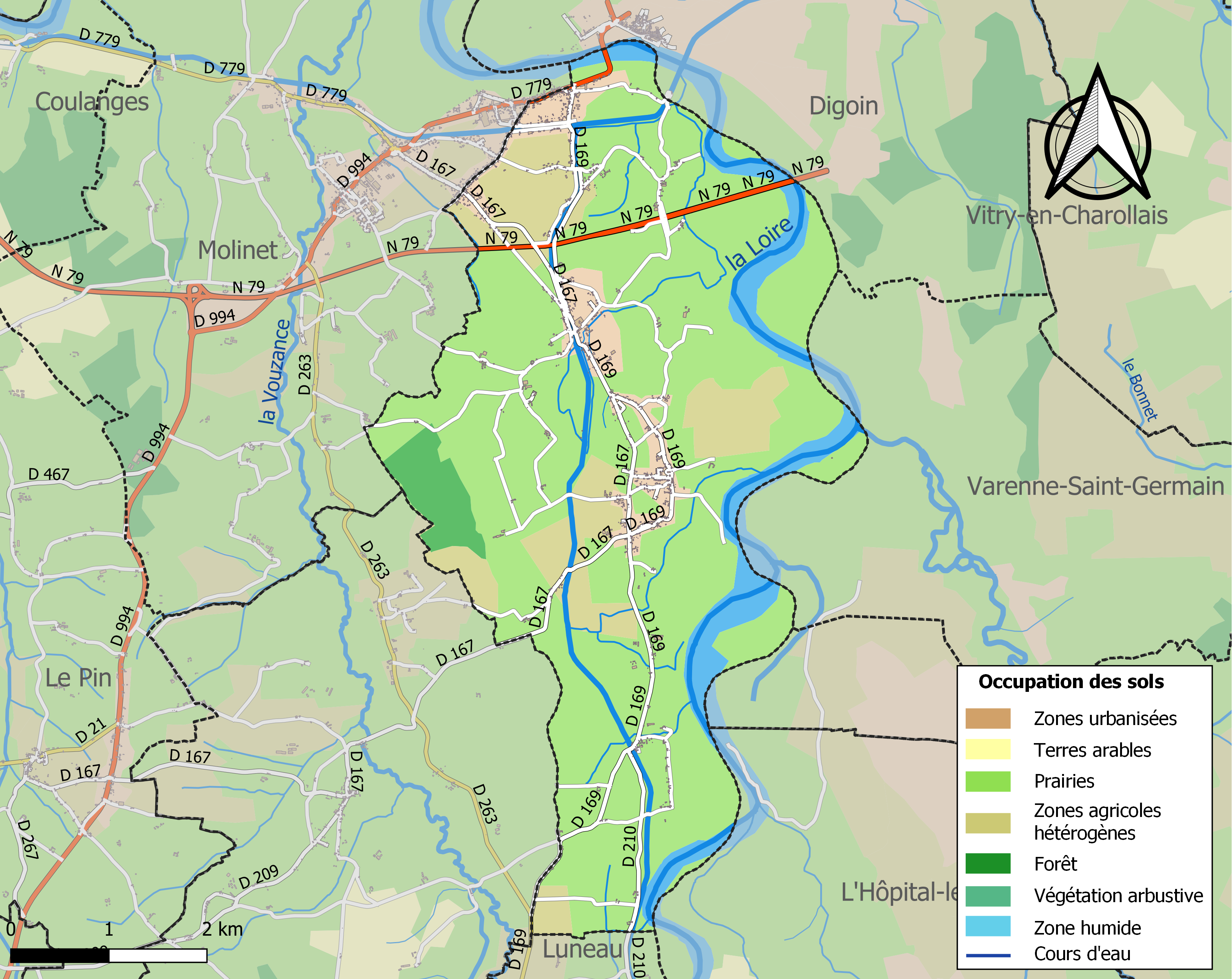

## Demografie
Onderstaande figuur toont het verloop van het inwonertal (bron: INSEE-tellingen).
Vanwege een beveiligingsprobleem met de MediaWiki Graph-software is het momenteel niet mogelijk deze grafiek weer te geven. Zodra de software is bijgewerkt zal de grafiek vanzelf weer zichtbaar worden.